# Gorges de Crossey
Les gorges de Crossey, connues aussi sous la domination de défilé de Crossey, désignent une cluse du massif du Jura située dans le département français de l'Isère, en Auvergne-Rhône-Alpes.

## Géographie

### Situation
Les gorges de Crossey sont partagées entre les territoires des communes de Saint-Étienne-de-Crossey (500 m au nord-est) et de La Sure en Chartreuse (1 km au sud), à 4 km à l'est-nord-est de Voiron, à 5 km au sud-ouest de Saint-Laurent-du-Pont et à 6 km au nord de Voreppe. Longues de 2 km pour une largeur variant entre 125 et 450 m, elles entaillent l'anticlinal du Ratz sur une profondeur d'environ 200 m, reliant la plaine du Guiers au Voironnais. Elles sont orientées sur un axe nord-ouest/sud-est et sont empruntées par la route départementale 520.
Les gorges de Crossey présentent la particularité d'être une vallée sèche ; aucun cours d'eau, en dehors d'un ruisseau temporaire dans la partie la plus large des gorges, ne s'y écoule. Toutefois, en aval, se trouve le ruisseau du Pontet qui forme l'étang Dauphin non loin de sa source et se jette dans la Morge au bout de quelques centaines de mètres.

### Géologie
Les gorges de Crossey traversent transversalement l'anticlinal du Ratz, considéré comme étant le pli le plus méridional du massif du Jura, il s'agit donc par définition d'une cluse. Le fond des gorges est constitué d'éboulis composés des roches érodées de l'anticlinal, lui-même composé de calcaires blanc à Rustides Urgonien (Crétacé inférieur). L'anticlinal du Ratz, que franchit la cluse, est un pli coffré légèrement déversé vers l'ouest. Sa base à l'affleurement est constitué de calcaires roux lités du Barrémien inférieur. Le pendage des couches est relativement faible sur le flanc oriental de l'anticlinal, mais il atteint 45° sur le flanc occidental.
La formation des gorges de Crossey date du dernier maximum glaciaire. Au début du retrait des glaciers würmiens, les eaux de fonte de la langue glaciaire provenant de l'est ne pouvant s'évacuer vers le col de la Placette, passèrent par un réseau karstique creusé dans l'anticlinal du Ratz, à l'emplacement futur des gorges, et s'évacuèrent vers la combe de Saint-Étienne-de-Crossey. Les géologues estiment que le débit de ces eaux a dû être suffisamment important pour défoncer la roche, creusant la large espace situé à l'extrémité nord-ouest des gorges. Lors du stade 3 de la fonte würmienne, les eaux de fonte de la langue glaciaire provenant de Chambéry créèrent un lac dans le synclinal de Voreppe qui se vidangea vers le nord-ouest en creusant les gorges actuelles ; ces eaux continuèrent à passer par les gorges jusqu'au stade 4 de la fonte.